# Томас Соул
Томас Соул (енгл. Thomas Sowell; Гастонија, 30. јун 1930) амерички је економиста, писац и друштвено-политички коментатор. Један је од најпознатијих афроамеричких интелектуалаца десне оријентације.
У младости је био марксиста, али су његови ставови скренули према слободном тржишту након стажирања у Порторику. После тога постао је један од најпознатијих америчких критичара марксизма. Противи се афирмативној акцији, али заговара легализацију дрога, због чега више воли да се изјашњава као либертаријанац него конзервативац.